# Courcelles-en-Bassée
Courcelles-en-Bassée è un comune francese di 225 abitanti situato nel dipartimento di Senna e Marna nella regione dell'Île-de-France.

## Società

### Evoluzione demografica
Abitanti censiti